# Anatahan
Anatahan je sopečný ostrov, nacházející se v jižní části souostroví Severní Mariany. 9 km široký ostrov představuje vrchol masivního stratovulkánu, ukončeného kalderou o rozměrech 2,3x3 km. Sopka byla až do roku 2003 považována za neaktivní, 10. května uvedeného roku se však probudila a velká erupce vyvrhla asi 4,5 mil km tefry a vulkanického popela. Od té doby vybuchuje pravidelně každý rok, i když s menší intenzitou. V okolí sopky se nacházejí i četné podmořské krátery, z nichž unikají plyny. Anatahan je neobydlený.